# Giorgio Gusmini
Giorgio Gusmini (né le 9 décembre 1855 à Gazzaniga, en Lombardie, Italie et mort le 24 août 1921 à Bologne) est un cardinal italien du début du XXe siècle.

## Biographie
Giorgio Gusmini étudie à Bergame, à Rome et à Padoue. Après son ordination, il est professeur à Bergame et y fait du travail pastoral. Il est l'auteur de plusieurs œuvres, notamment La vita spirituale en 4 volumes, La missione sociale del clero, Le omelie populari et un abrégé historique de la littérature italienne.
En 1910 Gusmini est nommé évêque de Foligno et promu archevêque de Bologne en 1914, comme successeur du cardinal Giacomo della Chiesa, qui est élu pape sous le nom de Benoît XV.
Le pape Benoît XV le crée cardinal lors du consistoire du 6 décembre 1915.
Le cardinal Gusmini meurt le 24 août 1921 à l'âge de 65 ans.

## Succession apostolique
Giorgio Gusmini a ordonné les évêques suivants :
- Archevêque Fabio Berdini (1915)
- Archevêque Gherardo Sante Menegazzi, O.F.M.Cap. (1921)